# Miguel García Cuesta
Miguel García Cuesta (Macotera, 6 ottobre 1803 – Santiago di Compostela, 14 aprile 1873) è stato un cardinale e arcivescovo cattolico spagnolo.
Fu nominato cardinale della Chiesa cattolica da papa Pio IX.

## Biografia
Studiò al seminario di Salamanca e poi all'Università di Salamanca dove ottenne i baccellierati in filosofia e in teologia e poi, nel 1828, la licenza e il dottorato e in teologia.
Nel 1821, ancora chierico, fu sostituto professore di matematica in seminario. Nel 1826, appena ricevuto il diaconato, fu nominato professore di istituzioni teologiche all'Università, l'anno dopo fu professore di greco all'Università e nel 1828 professore di filosofia in seminario.
Il 1º marzo 1828 fu ordinato presbitero e proseguì l'attività accademica. Dal 1840 al 1847 fu rettore del seminario.
Il 14 aprile 1848 fu eletto vescovo di Jaca e consacrato vescovo il 16 luglio dello stesso anno a Valladolid dal vescovo José Antonio Rivadeneyra. Rinunciò alla promozione alla sede arcivescovile di Santiago de Cuba.
Il 5 settembre 1851 fu promosso arcivescovo di Santiago di Compostela. Il 30 ottobre dello stesso anno il re lo nominò senatore a vita.
Si recò a Roma per la solenne proclamazione del dogma dell'Immacolata Concezione, l'8 dicembre 1854.
Papa Pio IX lo elevò al rango di cardinale nel concistoro del 27 settembre 1861. Il 21 marzo 1862 ricevette il titolo di Santa Prisca.
Nel 1869 fu eletto deputato in Parlamento. Per la sua opposizione all'ingerenza del governo spagnolo negli affari ecclesiastici, gli fu negato il passaporto per partecipare al Concilio Vaticano I. Il 14 aprile 1872 fu eletto senatore.
Morì nel suo palazzo arcivescovile di Santiago all'età di 69 anni e fu sepolto nella cripta della cattedrale.

## Genealogia episcopale e successione apostolica
La genealogia episcopale è:
- Vescovo José Díaz de Lamadrid, O.F.M.Obs.
- Vescovo Ángel Velarde y Bustamante
- Vescovo José Cuero y Caicedo
- Vescovo Hipólito Antonio Sánchez Rangel de Fayas, O.F.M.
- Vescovo Agustín Lorenzo Varela Temes
- Vescovo Juan Antonio Rivadeneyra
- Cardinale Miguel García Cuesta

La successione apostolica è:
- Vescovo José Ávila Lamas (1853)
- Cardinale Manuel García Gil, O.P. (1854)
- Arcivescovo Fernando Blanco y Lorenzo, O.P. (1858)
- Vescovo José López y Crespo (1860)
- Vescovo Juan Lozano Torreira (1866)